# Vlag van Afghanistan
De nationale vlag van het Islamitisch Emiraat Afghanistan (Pasjtoe: د افغانستان بیرغ; Dari: پرچم افغانستان), aangenomen op 15 augustus 2021 na de overwinning van de Taliban in de oorlog 2001-2021, heeft een wit veld met een zwarte Sjahada met inscriptie. Sinds de 20e eeuw heeft Afghanistan zijn nationale vlag verschillende keren veranderd. De nationale vlag had in die periode meestal de kleuren zwart, rood en groen.
De driekleurige vlag van de internationaal erkende Islamitische Republiek Afghanistan, die nog steeds internationaal en door binnenlandse verzetsgroepen wordt gebruikt, bestaat uit drie verticale strepen in zwart, rood en groen, met in het midden het nationale embleem in het wit. Dit embleem wordt omringd door tarweschoven en bevat verschillende elementen: een Sjahada, een Allahoe akbar, zonnestralen, een moskee met een mihrab en minbar, twee Afghaanse miniatuurvlaggen, het jaar 1298 in de Perzische kalender (wat overeenkomt met 1919 in de Gregoriaanse kalender) en de naam van de natie. Een versie van deze driekleurige vlag, geïntroduceerd door koning Amanoellah Khan in juli 1928, had ook drie verticale strepen en een embleem binnen tarweschoven.

## Huidige symboliek
De huidige vlag van het Islamitisch Emiraat Afghanistan is een effen witte vlag met de zwarte woorden van de sjahada in het midden. Het wit staat voor "de zuiverheid van geloof en regering van de (Islamitische Beweging van de Taliban)"; de vlag bevatte de sjahada, de Islamitische geloofsverklaring, na 1997.
De huidige nationale vlag verschilt van de banieren van andere jihadistische groeperingen, waaronder die van Al Qaida en Islamitische Staat, door de witte hoofdkleur en de zwarte sjahada, een omkering van het ontwerp van de kleuren van de banieren van de meeste jihadistische groeperingen. Deze huidige Afghaanse vlag is waarschijnlijk geïnspireerd op het historische Omajjaden, dat de moslimverovering van het Indiase subcontinent, de Ghazwa-e-Hind, begon: De islam deed zijn intrede in Afghanistan met de invasie van de Omajjaden, begonnen in 663-665 als opmaat voor de moslimverovering van Transoxiana van 673 tot 751.

## Driekleur Islamitische Republiek
De nationale vlag van de Islamitische Republiek Afghanistan, zoals vastgelegd in de grondwet van 2004, bestaat uit een verticale driekleur met het klassieke nationale embleem in het midden. De laatste versie werd aangenomen op 19 augustus 2013, maar er waren al veel vergelijkbare driekleurontwerpen in gebruik gedurende het grootste deel van de 20e eeuw, beginnend in 1928. Vanwege het gebrek aan diplomatieke erkenning van de Taliban-regering wordt deze driekleur nog steeds gebruikt door de meeste diplomatieke missies van Afghanistan, ondanks de omverwerping van de Islamitische Republiek in 2021. De driekleur wordt ook gebruikt door de Afghaanse diaspora en opstandelingen van de republiek en wordt beschouwd als een symbool van verzet in het land.
Tijdens de betogingen voor de Afghaanse Onafhankelijkheidsdag in Jalalabad en andere steden op 18 en 19 augustus 2021 hebben de Taliban drie mensen gedood en meer dan een dozijn anderen verwond omdat ze de Talibanvlaggen verwijderden en de driekleurige Afghaanse vlaggen uithingen. De Taliban hebben een decreet uitgevaardigd dat het gebruik van de vlag van het Islamitische Emiraat in alle officiële gelegenheden verplicht stelt.

## Geschiedenis van de driekleurige vlaggen van Afghanistan
De zwarte kleur staat voor de roerige 19e-eeuwse geschiedenis als beschermde staat, de rode kleur staat voor het bloed van degenen die vochten voor onafhankelijkheid (in het bijzonder de Vrede van Rawalpindi) en het groen staat voor hoop en voorspoed in de toekomst. Sommigen hebben het zwart alternatief geïnterpreteerd als geschiedenis, het rood als vooruitgang en het groen als welvaart in de landbouw of islam.
De driekleur zou zijn geïnspireerd door de Afghaanse koning Amanoellah Khan toen hij in 1928 met zijn vrouw Europa bezocht. Het oorspronkelijke horizontale driekleurontwerp was gebaseerd op dat van de vlag van Duitsland uit het Weimarrepublikeinse tijdperk.
Bijna elke driekleurige Afghaanse vlag sinds 1928 heeft het embleem van Afghanistan in het midden. Bijna elk embleem heeft een moskee, die voor het eerst verscheen in 1901, en tarwe, die voor het eerst verscheen in 1928.
De laatste driekleurige vlag kreeg zijn huidige vorm in 2002, met latere wijzigingen in 2004 en 2013, waarbij sommige varianten verschillend gekleurde emblemen bevatten.
Na het herstel van het Islamitisch Emiraat Afghanistan na de val van Kabul in 2021, vonden er protesten plaats in Jalalabad en andere steden, waar demonstranten werden gezien die zwaaiden met Afghaanse driekleurige vlaggen om te protesteren tegen de verwijdering ervan in weerwil van de Taliban-regering, vanwege de herinvoering van de witte Sjahada-vlag en de afschaffing van de voormalige zwarte, rode en groene driekleurige vlag.
De driekleurige vlag werd gebruikt door de Afghaanse delegatie op de Paralympische Zomerspelen 2020 tussen 25 augustus en 5 september 2021, en op de wereldbeker cricket T20 van 2021 tussen 26 oktober en 4 november 2021, beide na de val van Kabul.
De benaderingen voor kleurenvideo's (geldig voor vlaggen 1928-1978 en 1980-2021) staan hieronder:
|      | Zwart     | Rood       | Rood         | Groen       | Groen        | Wit         |
| ---- | --------- | ---------- | ------------ | ----------- | ------------ | ----------- |
| RGB  | 0/0/0     | 211/32/17  | 190/0/0      | 0/122/54    | 0/153/0      | 255/255/255 |
| HTML | #000000   | #d32011    | #be0000      | #007a36     | #009900      | #FFFFFF     |
| CMYK | 0/0/0/100 | 0/85/92/17 | 0/100/100/25 | 100/0/56/52 | 100/0/100/40 | 0/0/0/0     |

## Historische vlaggen

### Zwarte standaard in Centraal-Azië en de eerste vlag
|  |

De Zwarte Standaard is volgens de islamitische traditie een van de vlaggen die werd gevoerd door de islamitische profeet Mohammed. Het werd historisch gebruikt door Abu Muslim in zijn opstand die leidde tot de Abbasidische Revolutie in 747 en wordt daarom geassocieerd met het Kalifaat van de Abbasiden in het bijzonder. De revolutie begon met een opstand in Khorasan. Na deze gebeurtenis werden zwarte banieren in de wereld van de islam sterk geassocieerd met Khorasan en het oosten in het algemeen.
De volgende dynastie die in verband werd gebracht met het gebruik van de Zwarte Banier was de Hotakiden in het begin van de 18e eeuw, na de soennitische opstand van Mirwais Hotaki tegen de Twelver sjiitische Safawieden. De vlaggen van de Hotakiden worden herinnerd als effen zwart, maar soms waren er ook witte sjahada-inscripties.
Het gebruik van zwarte banieren wordt ook toegeschreven aan het vorstendom Qandahar.
De stevige zwarte vlag werd voor het laatst gebruikt tijdens het bewind van Abdoer Rahman Khan in het emiraat Afghanistan en in 1901, na zijn dood, werd er een witte zegel aan toegevoegd.

### Herat vlag (1818-1842)
|  |

De Hotakiden werd omvergeworpen door de Perzische koning Nader Sjah Afshar. Na zijn moord in 1747 kwam Ahmed Sjah Durrani aan de macht in Kandahar. Hij breidde zich snel uit naar buurlanden zoals het Mogolrijk, de Afshariden en anderen. Ahmad Shah werd de eerste Amir van het moderne Afghanistan (regeerde 1747-1772). Nadat de Durrani's na de moord op Fateh Khan Barakzai uit de macht waren verdreven en naar Herat waren verbannen, werd de vlag ingevoerd tijdens het bewind van Kamran Shah Durrani in het emiraat Herat.

### Tweede vlag (1901-1919)
|  |

Staatsvlag en koninklijke banier ingevoerd rond 1901, toen Habiboellah Khan de troon besteeg, en vervangen in 1919. De vlag werd alleen gebruikt door de koning, het leger en enkele staatsdiensten (zoals de douane). Op een zwart veld stond een wit embleem met een schematische tekening van een moskee, waarin de mihrâb, een gebedsnis met uitzicht op Mekka, en de minbar (kansel) te zien waren. De moskee rustte op gekruiste armen en windwijzers en werd bekroond met een koninklijke hoofdtooi (Kolah namadi), alles omgeven door een krans van bladeren. De moskee werd al eerder gebruikt als nationaal embleem, maar de opname ervan op de vlag in 1901 wordt beschouwd als de eerste aanname van een officieel embleem. Sindsdien is het embleem in de meeste latere vlaggen opgenomen.

### Derde vlag (1919-1921/29)
|  |

De eerste vlag die werd gevoerd onder het bewind van emir Amanoellah. Hij breidde de vlag van zijn vader uit door de kanonnen te verwijderen en de krans te vervangen door stralen die uit de zegel kwamen in de vorm van een octagram. Deze nieuwe zegelstijl was gebruikelijk in het Ottomaanse Rijk.

### Vierde vlag (1921-1926/29)
|  |

Een ovale verving de cirkel van de moskee in 1921. In 1926 werd Amanoellah tot koning uitgeroepen en veranderde hij de nationale vlag door het wapen te moderniseren.

### Vijfde vlag (1926-1928)
|  |

|  |  |

Nadat hij tot de eerste koning van Afghanistan was gekroond, verving Amanoellah Khan de ster door een krans die, afhankelijk van de versie, bestond uit olijf- en eikenbladeren. De zwaarden en kolah werden uit het embleem verwijderd en de moskee werd hertekend zodat deze complexer werd. Ondanks deze veranderingen werd Koning tijdens zijn reis naar Europa in 1928 begroet met vlaggen met ster. Naast het veranderen van de nationale vlag introduceerde de koning ook een persoonlijke vlag, die elementen bevatte die uit het embleem waren verwijderd op een rode achtergrond op de voorkant en koninklijke Tughra op de achterkant.

### Zesde vlag (1928)
|  |

De volgende vlag onder koning Amanoellah, ingevoerd rond juni 1928. De Zwarte Banier werd door het eerst vervangen door de driekleur. Bestaande uit respectievelijk zwart, rood en groen, symbool voor het verleden (vorige vlaggen), bloedvergieten voor onafhankelijkheid (Derde Brits-Afghaanse Oorlog) en hoop voor de toekomst, werd het waarschijnlijk beïnvloed door het bezoek van de koning aan Europa, en in het bijzonder de Weimarrepubliek (die op dat moment een zwart-rood-gouden vlag had) in 1927/8.

### Zevende vlag (1928-1929)
|  |  |  |

Vijfde vlag gevlogen onder het bewind van Amanoellah, geïntroduceerd ongeveer een maand na de laatste verandering. Het was de eerste verticale driekleur vlag die gedurende het grootste deel van de rest van de 20e eeuw zou worden gebruikt. Het embleem werd volledig veranderd in de stijl van de socialistische heraldiek, waarbij religieuze, militaire en koninklijke verwijzingen werden verwijderd. Het nieuwe embleem toont de zon die opkomt boven twee besneeuwde bergen, wat staat voor een nieuw begin voor het koninkrijk. Dit embleem bevatte ook tarwehopen, een icoon dat in de toekomst op alle emblemen van Afghanistan zou voorkomen. Opvallend is dat alleen het Sovjet-embleem in die tijd tarwe bevatte en in de toekomst op de vlaggen van veel communistische staten zou verschijnen. De vlag is alleen bekend door middel van beknopte beschrijvingen; de chromatiek van het centrale embleem is onzeker, net als de aanwezigheid van de ster. Dit kortstondige innovatieve embleem verscheen niet op de munt. Het symbool van de zon die opkomt boven de bergen verschijnt later in de jaren 1940 op de vlag van Pashtunistan.

### Achtste vlag (1929)
|  |

In januari 1929 naderden de Saqqawisten Kabul, in verzet tegen het hervormingsgezinde bewind van Amroellah. De koning deed afstand van de troon en liet de macht over aan zijn broer. Tijdens de 3 dagen van zijn bewind hees Inajatoellah Khan naar verluidt oude vlaggen met een effen zwarte achtergrond.

### Negende vlag (1929)
|  |

Vlag die in 1929 enkele maanden werd gebruikt in gebieden die niet onder Saqqawistische controle stonden. Tijdens Amaroellah's strijd om de macht te heroveren werd de driekleurige vlag hersteld, maar in het midden stond het oude radiale embleem - met enkele aanpassingen - in een elliptische versie.

### Tiende vlag (1929-1931)
|  |  |

Saqqawistische troepen onder Habiboellah Kalakani stichtten op 17 januari 1929 de regering van het Emiraat Afghanistan. Vlag gevoerd onder het korte bewind van Habiboellah Kalakani - een rode, zwarte en witte verticale driekleur, zoals de vlaggen die door de Mongolen werden gebruikt tijdens hun bezetting van Afghanistan in de 13e eeuw. Het Saqqawistische Emiraat Afghanistan controleerde slechts een deel van Afghanistan, voornamelijk rond Kabul en een brede noord-zuid strook langs de grens met Brits India, het huidige Pakistan. De uitzondering was de stad Herat, die tijdens een opstand werd veroverd en lang na de val van het emiraat en de dood van Kalakani in bezit bleef. De opstandelingen in Herat gebruikten een aangepaste Saqqawi-vlag met een wassende maan.

### Elfde vlag (1929)
|  |

Overgangsvlag gebruikt door Ali Ahmad Khan's kortstondige rivaliserende regering in Jalalabad, in verzet tegen de Kalakani rebellie.

### Twaalfde vlag (1929-1931)
|  |

Directe ontwikkeling van de negende vlag onder Mohammed Nadir Sjah die nog steeds het embleem in de ster behoudt.

### Dertiende vlag (1931-1973)
|  |

|  |  |  |

De nationale en staatsvlag, de langst bestaande in het moderne Afghanistan, aangenomen in 1930 en bevestigd in de grondwet van oktober 1964. De vlag werd aangenomen onder koning Nadir Shah en overleefde zijn moord op 8 november 1933 en duurde tot het einde van de regeerperiode van zijn zoon, Mohammed Zahir Sjah. De octagramstralen werden verwijderd en het zegel werd vergroot - het moskeeontwerp is gebaseerd op dat van 1926. Tussen de moskee en het zegel staat het jaartal ١٣٤٨ (1348 van de Islamitische maankalender, of 1929 van de Gregoriaanse kalender), het jaar waarin de dynastie van Mohammed Nadir Shah begon. Er werden ook nieuwe koninklijke vlaggen geïntroduceerd, met het nationale embleem op een rode achtergrond en nieuwe koninklijke tughra's op de achterkant.

### Veertiende vlag (1973-1974)
|  |

Eerste vlag van de Republiek Afghanistan, uitgeroepen na de Afghaanse staatsgreep van 1973 door de neef van de koning, legergeneraal Muhammad Daoed Khan, die de eerste president werd. Hij is identiek aan de vorige vlag, behalve dat het jaar ١٣٤٨ (1348) werd verwijderd omdat de monarchie van Zahir Shah eindigde. Dit werd waarschijnlijk niet gevolgd vanwege de armoede van het land, het lage niveau van openbaar onderwijs en de familiebanden tussen Daoud en koning Zahir Shah.

### Vijftiende vlag (1974-1978)
|  |

|  |

Tweede vlag van de Republiek Afghanistan. Dezelfde kleuren werden gebruikt, maar de betekenissen werden geherinterpreteerd: zwart voor het duistere verleden, rood voor het bloed dat werd vergoten voor de onafhankelijkheid en groen voor de welvaart van de landbouw. In het kanton staat een nieuwe zegel, met een steenarend met gespreide vleugels, een preekstoel (minbar) op de borst van de adelaar (voor een moskee), tarwe rondom de adelaar en zonnestralen boven de adelaar (voor de nieuwe republiek). Op de cartouche staat de naam van het land en de datum van de revolutie volgens de lokale zonnekalender, 26 changash 1352, of 17 juli 1973. President Daoud veranderde ook de vlag van het staatshoofd door deze te vervangen door een nieuw embleem en de vlag werd dubbelzijdig.

### Zestiende vlag (1978)
|  |

Toen de president van de republiek, Mohammad Daoud Khan, werd vermoord in een staatsgreep, vestigde het nieuwe regime onder de Democratische Volkspartij van Afghanistan (DVPA) een communistische staat. Gedurende een korte periode, tijdens de overgang, werd hetzelfde vlagontwerp behouden, maar geen zegel. Een soortgelijke vlag werd gebruikt door de Junbish-e Milli-partij die van 1992 tot 1998 het autonome noorden van Afghanistan bestuurde.

### Zeventiende vlag (1978-1980)
|  |

Een radicale verandering, deze vlag gebruikte een rood veld met een gele zegel in het kanton, een gebruikelijk ontwerp voor socialistische staten in de 20e eeuw. In feite leek het ontwerp erg op de vlag van de naburige Sovjet-Unie. Hij bestond uit de Khalq van de DVPA (Pasjtoe: خلق, lett. 'massa's' of 'volk') met tarwe, een ster bovenaan (die de vijf etnische groepen van de natie voorstelt), de term 'Khalq' in Nastaliq schrift in het midden en een ondertitel met de tekst 'Saurrevolutie ١٣٥٧' en de volledige naam van de staat. Alle religieuze verwijzingen zijn verdwenen.

### Achttiende vlag (1980)
|  |

Na de omverwerping van de Khalq-factie door de Parcham-factie tijdens de Sovjetinvasie werd de vlag van de Democratische Volkspartij, met een tandwiel dat de industrie voorstelt en een korenaar die de landbouw voorstelt, ook gebruikt als nationale vlag.

### Negentiende vlag (1980-1987)
|  |

In het kader van het Fundamentele Principes-programma van het nieuwe leiderschap onder Babrak Karmal werd de traditionele zwarte, rode en groene driekleur in ere hersteld, die respectievelijk het verleden, het bloedvergieten voor de onafhankelijkheid en het islamitische geloof voorstelden. Er werd een nieuwe zegel ontworpen met een rijzende zon (een verwijzing naar de vroegere naam Khorasan, wat "Land van de Rijzende Zon" betekent), een preekstoel en een boek (beschouwd als het Manifest van de Communistische Partij of Het Kapitaal van Karl Marx), linten met de nationale kleuren, een tandwiel voor de industrie en een rode ster voor het communisme. De linten en het graan van de zegel hebben overeenkomsten met de toenmalige Oost-Duitse en Roemeense zegels.

### Twintigste vlag (1987-1992)
|  |

De vlag werd veranderd als onderdeel van de grondwetswijzigingen van Mohammed Nadjiboellah's Nationale Verzoening. Dezelfde als de vorige vlag, behalve dat in de nationale zegel het tandwiel van boven naar beneden is verplaatst, de rode ster en het boek zijn verwijderd en het groene veld is gebogen om op de horizon te lijken.

### Eenentwintigste vlag (1992)
|  |  |

Deze vlag werd gebruikt als voorlopige vlag na de val van het pro-Sovjetregime van Najibullah. Hij verscheen in vele varianten waarvan er hier twee worden getoond. De bovenste streep bevat de Allahoe akbar, terwijl de middelste streep (nu wit, met het rood volledig verwijderd uit de vlag) de Sjahada bevat.

### Tweeëntwintigste vlag (1992-2002)
|  |

De nieuwe islamitische regering onder Rabbani heeft de vlag veranderd. Het kleurenschema is vergelijkbaar met de vlaggen van verschillende moslimlanden in het Midden-Oosten. Elementen uit de tijd van de monarchie keerden terug naar het embleem, maar met de toevoeging van de Sjahada en geheel anders getekende zwaarden die de overwinning van de mujahideen voorstelden. Het toont nu het jaar ١۲۹٨ (1298), het Islamitische zonnekalender equivalent van 1919 van de Gregoriaanse kalender, het jaar van volledige onafhankelijkheid. Op het onderste deel van het embleem stond "دا افغانستان اسلامی دولت", Islamitische Staat Afghanistan. De stralen van de rijzende zon zijn bewaard gebleven op het embleem. Dit patroon werd langer gebruikt in gebieden die de Taliban niet controleerden na het winnen van de slag om Kabul, d.w.z. het noorden van het land. In 2021 keerde de vlag terug onder de vlaggen van het Nationaal Verzetsfront van Afghanistan.

### Drieëntwintigste vlag (1996-1997)
|  |

Een effen witte vlag werd gebruikt door de Taliban. In de islamitische traditie wordt het witte vaandel toegeschreven aan de Omajjaden, die ten val werd gebracht door de Abbasiden, die geassocieerd werden met zwarte vlaggen.

### Vierentwintigste vlag (1997-2001)
|  |  |  |

In 1997 introduceerde de Taliban de Arabische Sjahada in zwart op een witte vlag als de nationale vlag van het Islamitisch Emiraat Afghanistan.

### Vijfentwintigste vlag (2001-2002)
|  |

Deze vlag werd door president Rabbani samen met de nationale vlag gebruikt na de val van de Taliban-regering. Dezelfde vlag als die van 1992, maar met Pasjtoe en Dari teksten.

### Zesentwintigste vlag (2002)
|  |

Na de val van de Taliban werden de traditionele zwarte, rode en groene kleuren hersteld en in een verticaal patroon, net als die van 1928 tot 1974. Het centrale embleem is het klassieke embleem van Afghanistan - het is dezelfde versie als in de vlag van 1992, maar met de zwaarden verwijderd.

### Zevenentwintigste vlag (2002-2004)
|  |

De Loya Jirga van het voorjaar van 2002 stemde over de Afghaanse nationale vlag met enkele wijzigingen, waaronder het wapenschild dat goud is in plaats van wit, het jaartal dat nu "1380" onder de moskee staat in plaats van "1348". In juni 2002 veranderde Afghanistan officieel zijn nationale vlag van een wit wapenschild in het midden van de vlag naar een gouden wapenschild dat de kleur van een tarwekrans symboliseert.

### Zevenentwintigste vlag (2004-2021)
|  |  |  |

|  |  |

In de grondwet van 2004, aangenomen onder het presidentschap van Hamid Karzai, wordt een embleem aangenomen dat meer lijkt op het laatste embleem uit de tijd van het koninkrijk. De vlag werd in veel varianten gebruikt door de Islamitische Staat Afghanistan en is na de ineenstorting ervan een van de vlaggen van de anti-Taliban oppositie. In 2004 werd de vlag van het staatshoofd opnieuw geïntroduceerd, dit keer in tegenovergestelde kleuren dan de vlag uit de tijd van Daud. Een nieuwer embleem verscheen echter pas in 2013, toen Karzai werd vervangen door Ashraf Ghani.

### Achtentwintigste vlag (2021-heden)
|  |  |  |

In 2021 voerden de Taliban de vlag van het Islamitisch Emiraat opnieuw in. Net als bij de eerste invoering van de Taliban-vlag verschenen er dit keer veel varianten, waaronder Sjahada op een witte vlag met "Islamitisch Emiraat Afghanistan" in het Pasjtoe geschreven onder de Arabische Sjahada; een Dari Perzische versie van de vlag is ook waargenomen, hoewel minder vaak.

## Galerij

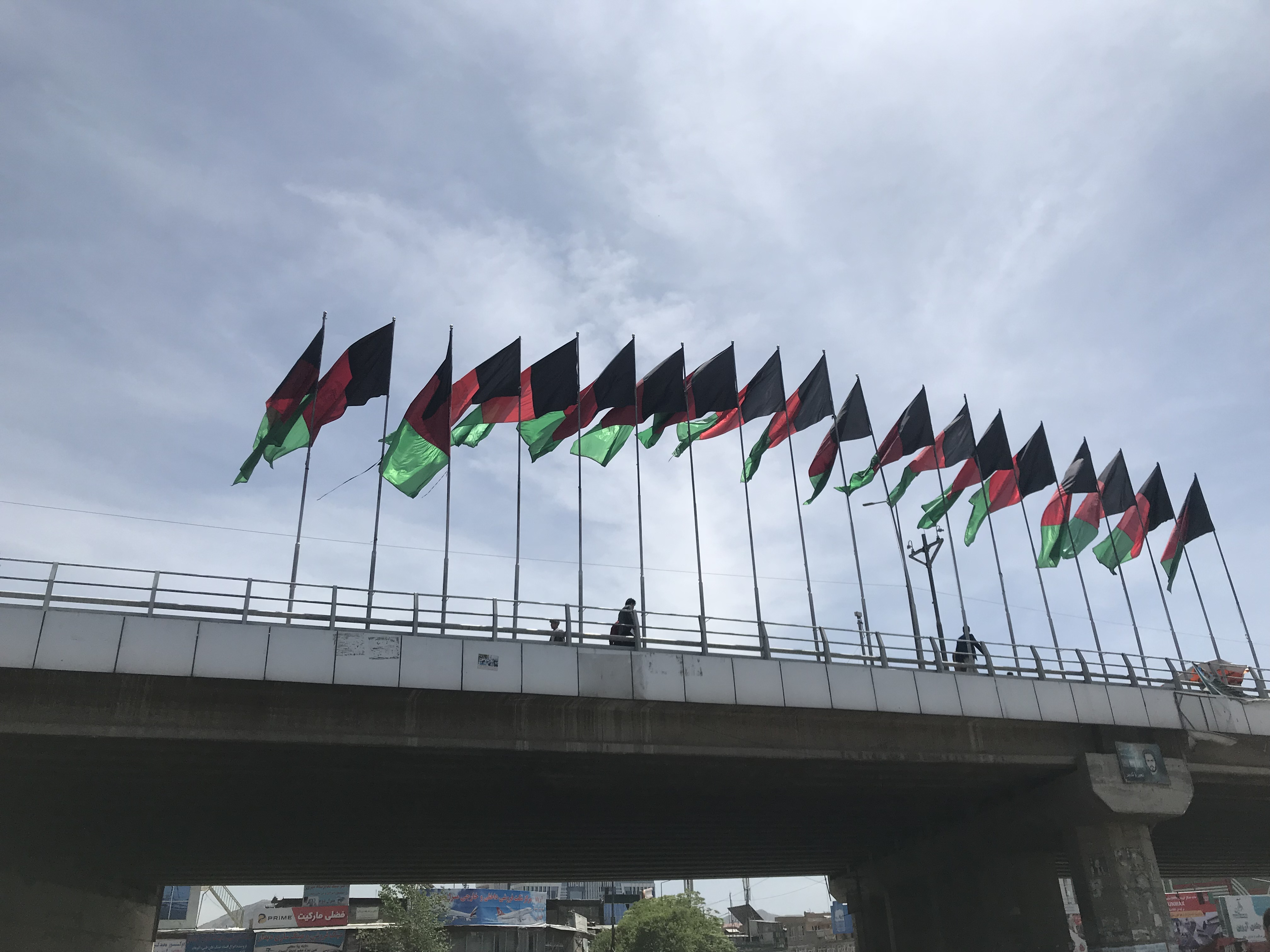
Vlaggen van Afghanistan op Koht-e Sangi tijdens Onafhankelijkheidsdag
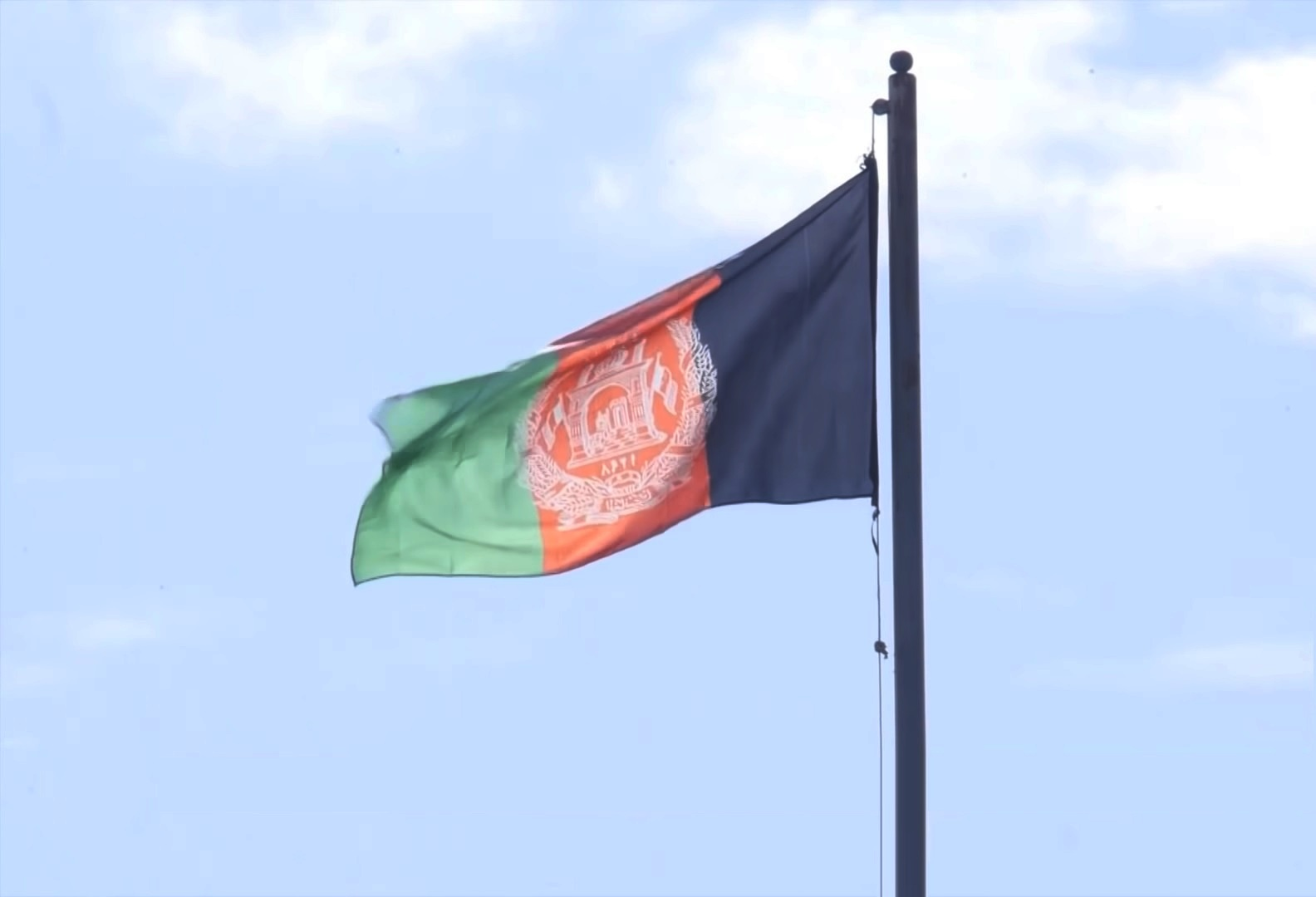
De Afghaanse vlag op het terrein van het presidentieel paleis (2019)
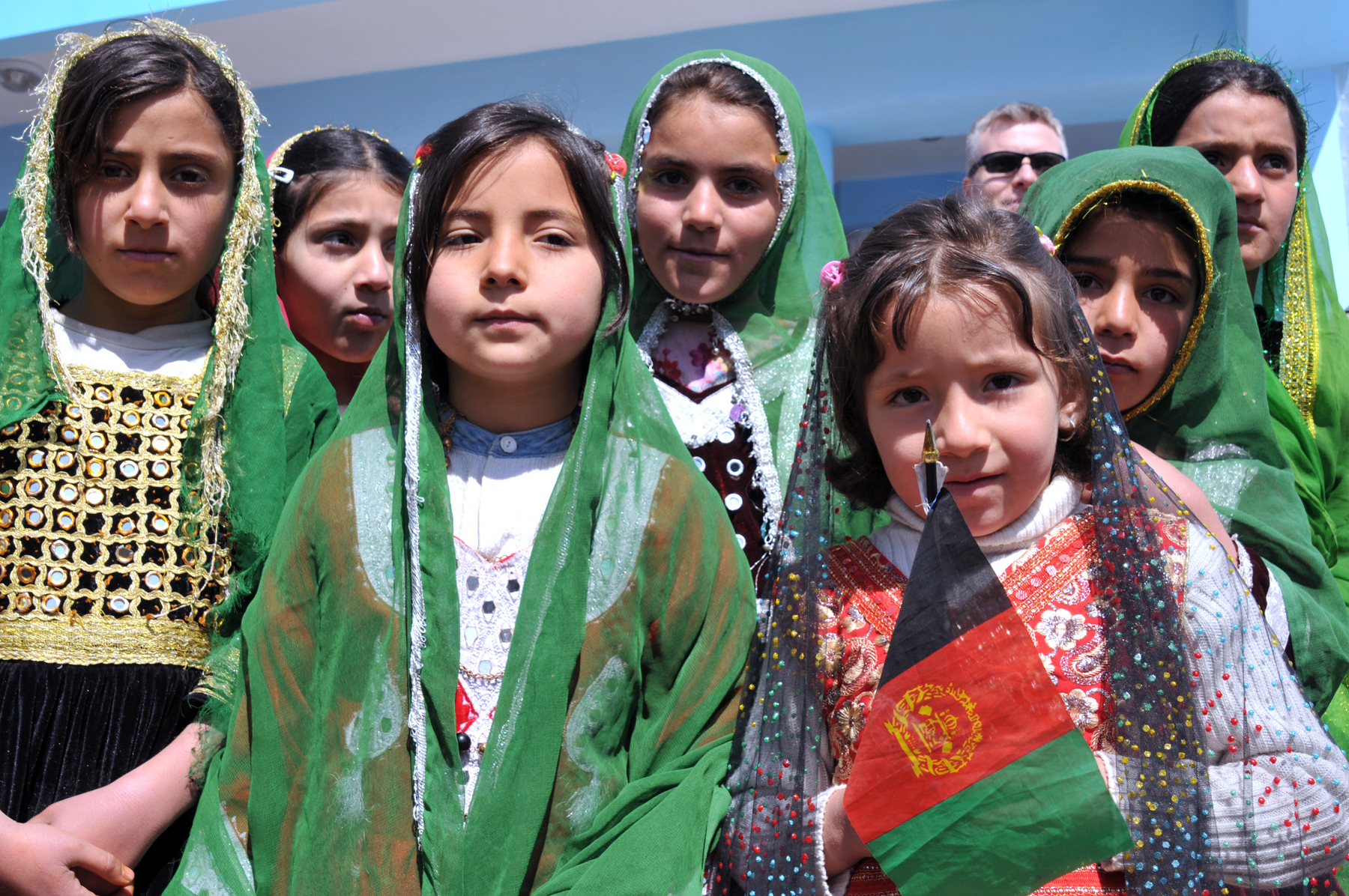
Afghaanse kinderen met de nationale vlag in de provincie Badghis
Afghaanse kinderen zwaaien met nationale vlaggen in de provincie Helmand
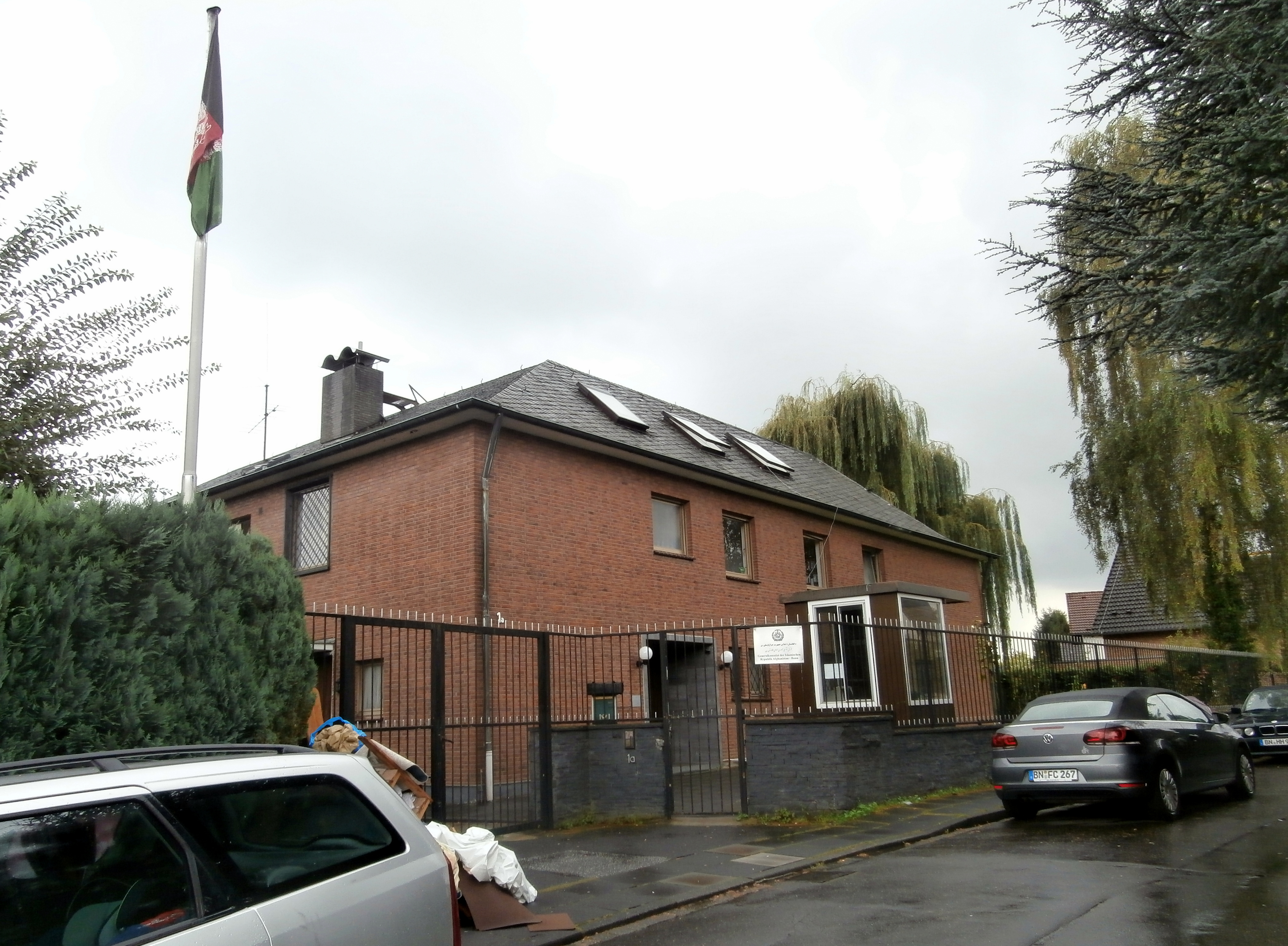
Afghaanse vlag boven de Afghaanse ambassade in Bonn, Duitsland
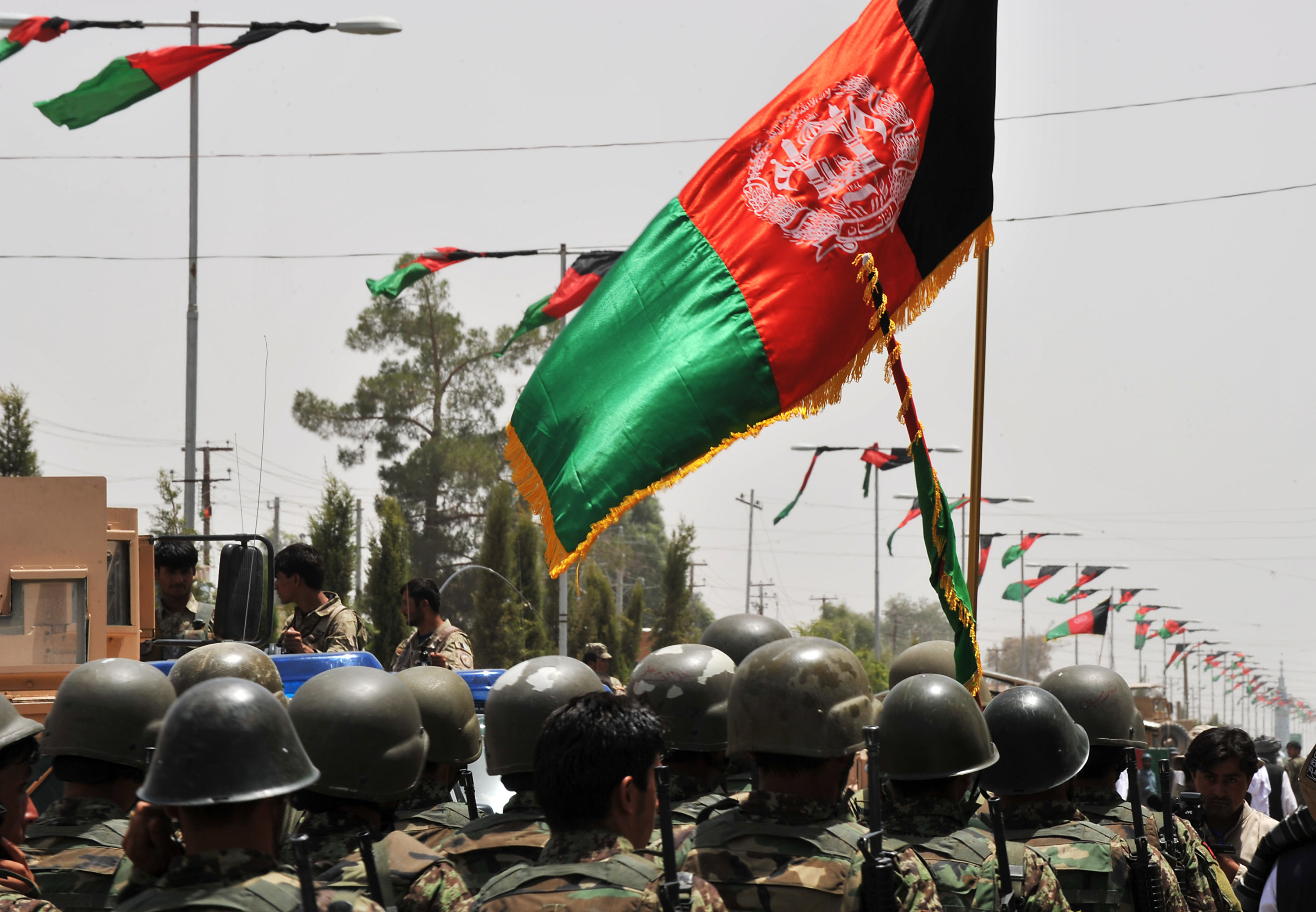
Afghaanse vlaggen tijdens de overdracht van Lashkar Gah (2011)
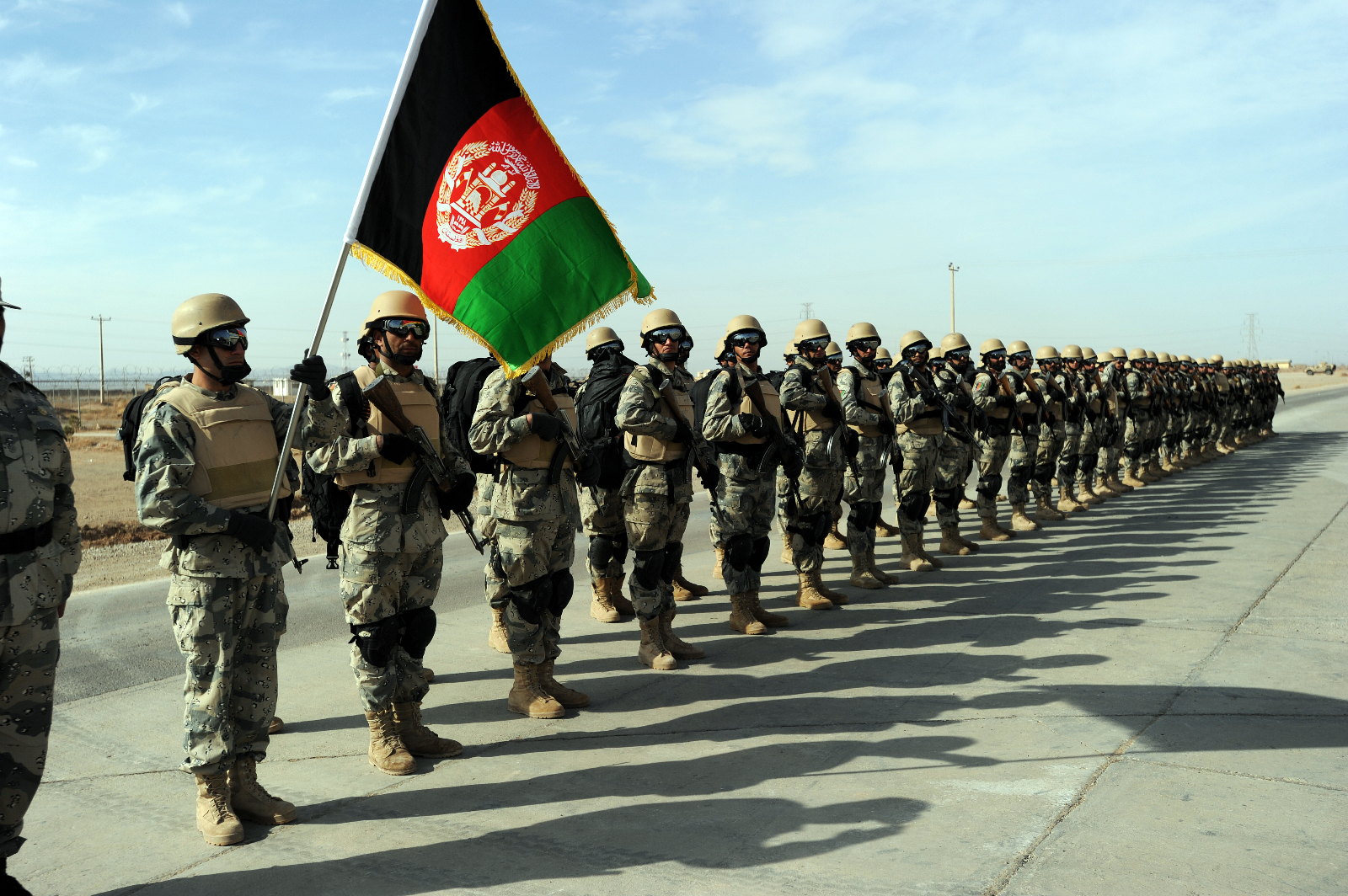
Afghaanse grenspolitie in Herat (2011)
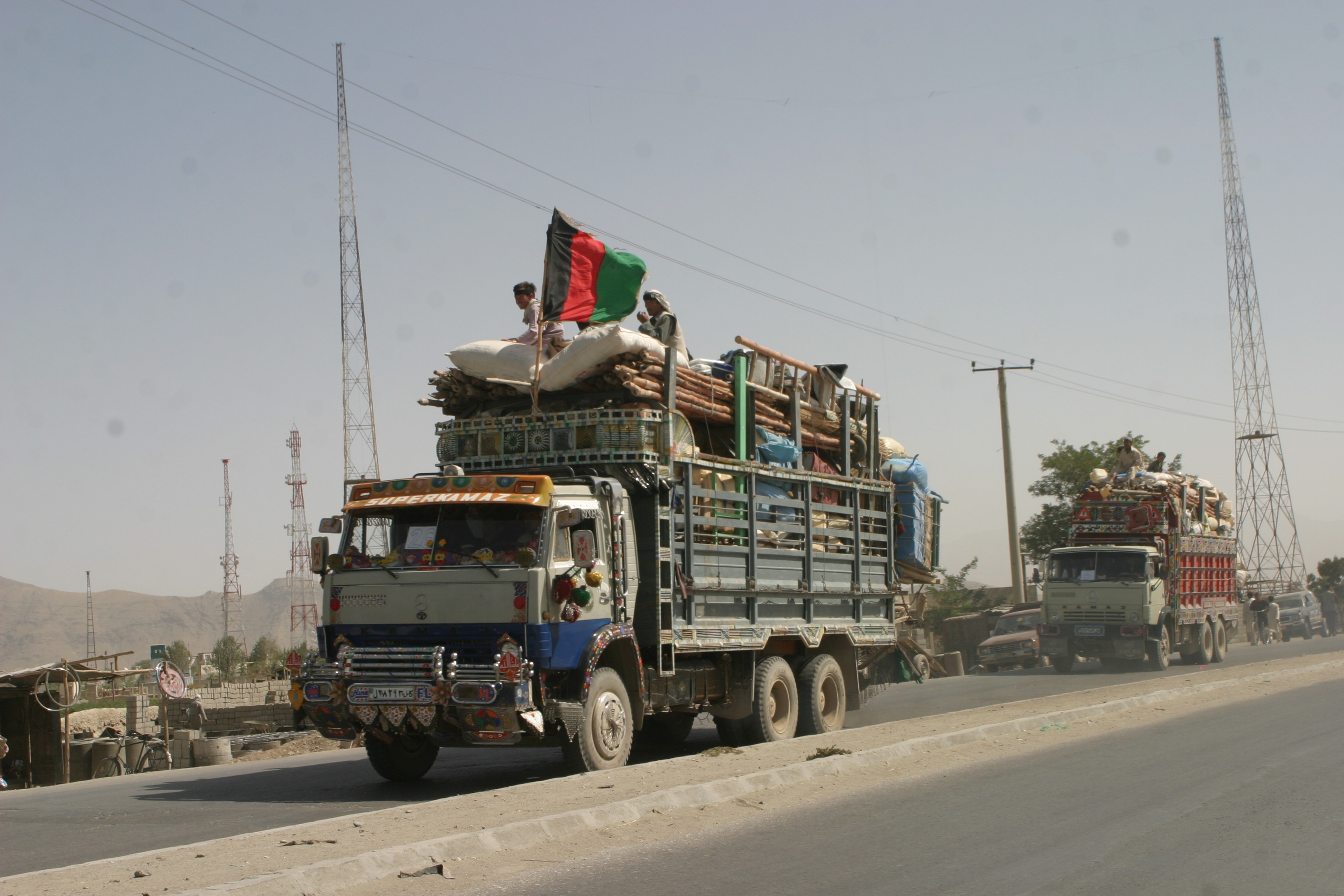
Afghaanse vluchtelingen die terugkeren uit Pakistan met een driekleurige Afghaanse vlag op hun truck (2004)
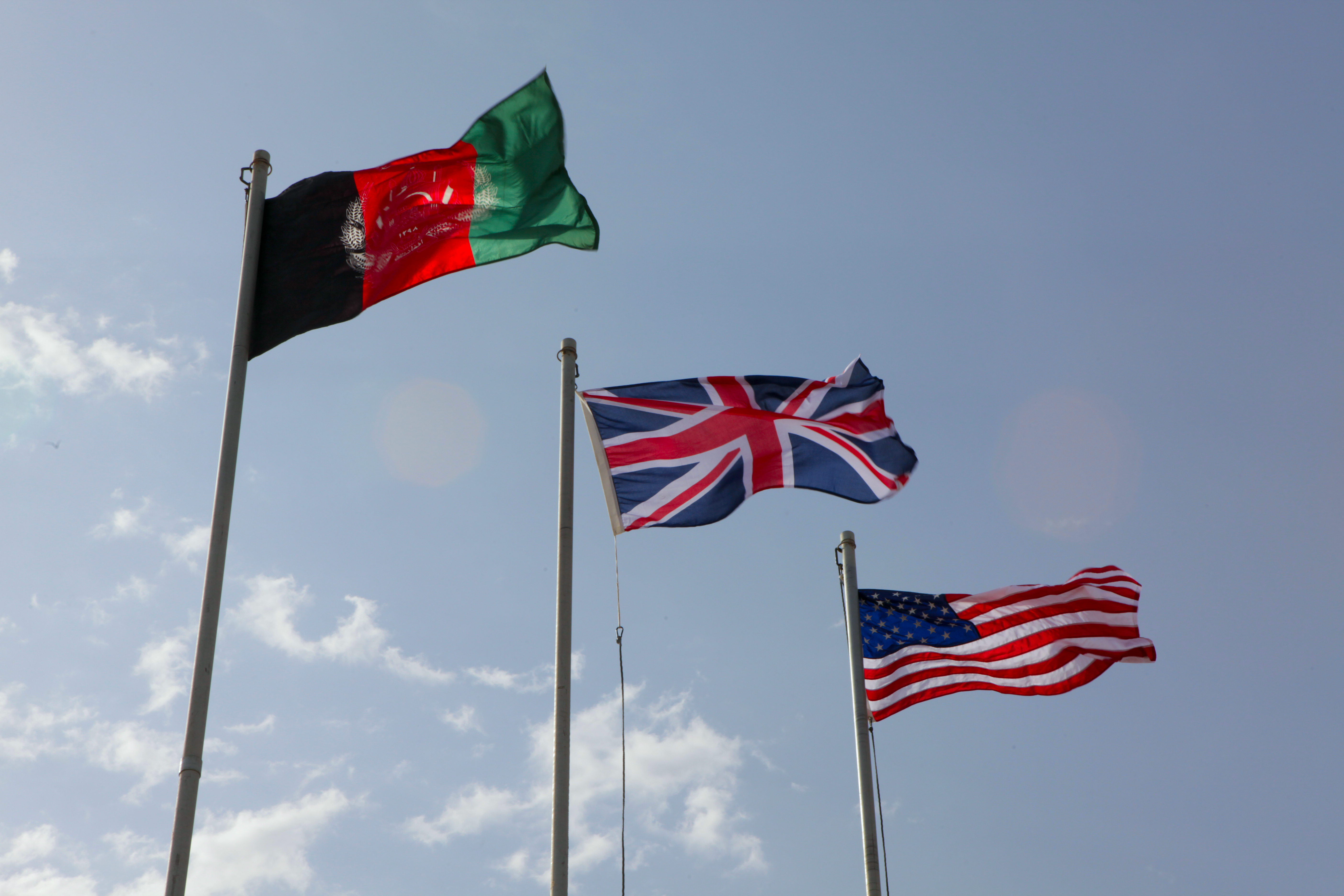
Afghaanse, Britse en Amerikaanse vlaggen op palen tijdens een ceremonie in de provincie Helmand (2010)
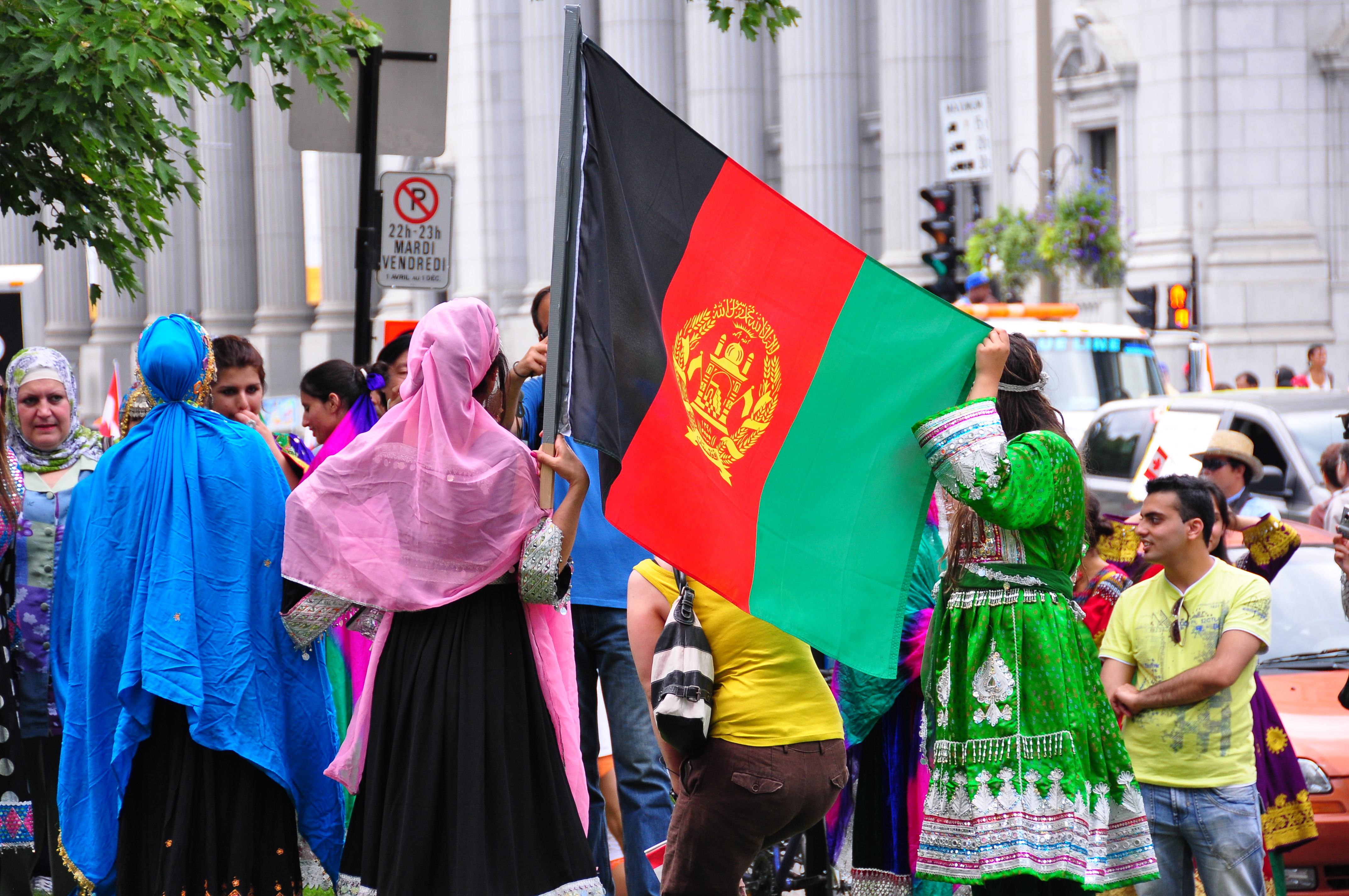
Vlag die lijkt op die van het ontwerp voor 2002-2004, gevlogen in Montréal, Canada.
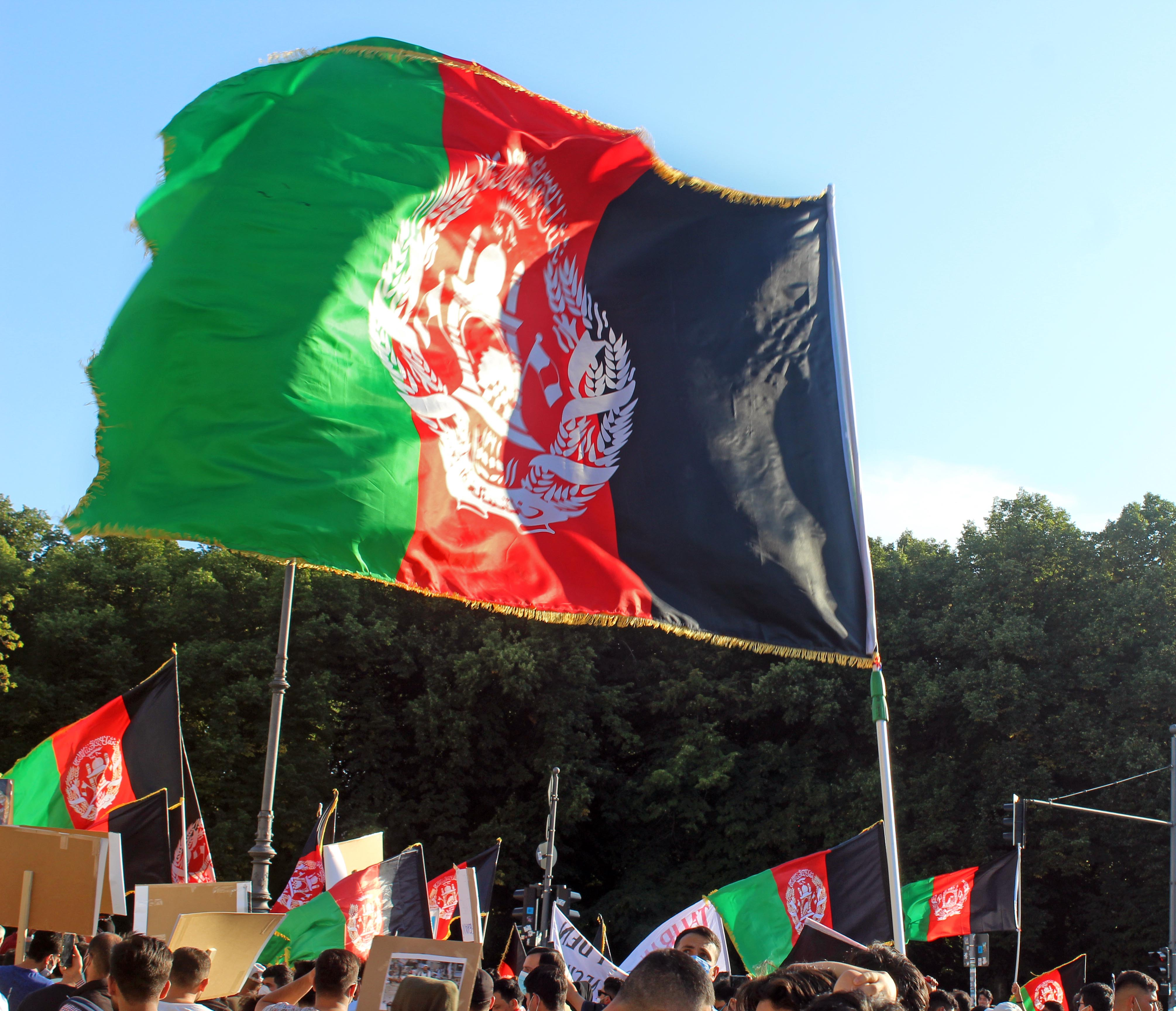
Vlaggen wapperen tijdens een anti-Taliban demonstratie in Berlijn, Duitsland (2021)
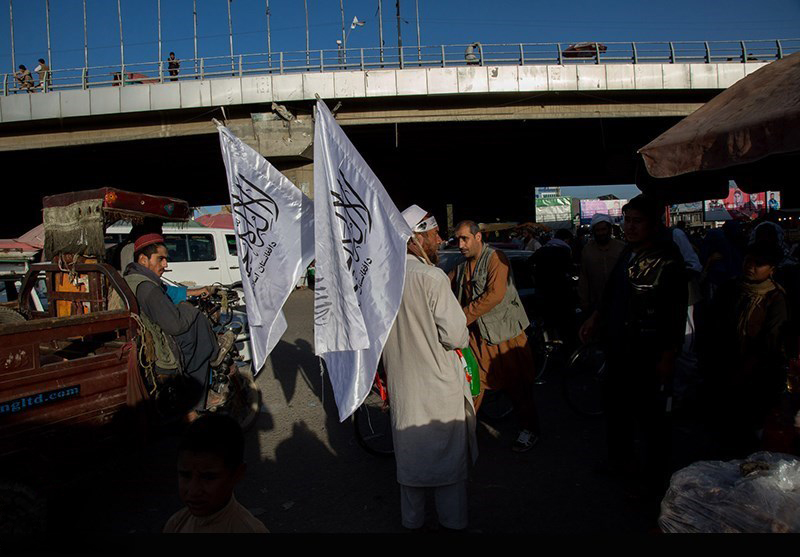
Verkoper van vlaggen van de Islamitische Emiraten onder Taliban-regering (2021)